# Coralliophila caroleae
Coralliophila caroleae is een slakkensoort uit de familie van de Muricidae. De wetenschappelijke naam van de soort is voor het eerst geldig gepubliceerd in 1984 door D'Attilio & Myers.